# Bodenrode-Westhausen
Bodenrode-Westhausen är en kommun i Landkreis Eichsfeld i förbundslandet Thüringen i Tyskland.
Kommunen ingår i förvaltningsområdet Leinetal tillsammans med kommunerna Geisleden, Glasehausen, Heuthen, Hohes Kreuz, Reinholterode, Steinbach och Wingerode.